# Língua amani
A língua ou dialetos Amami (島口, シマユムタ, Shimayumuta), também conhecida como  'Amami Ōshima'  ou simplesmente  'Ōshima'  ('Ilha Grande'), é uma língua ryukyuana falada nas ilhas  Amami Ōshima ao sul de Kyushu A variedade do sul], do município de Setouchi (Okayama) pode ser uma língua distinta mais intimamente relacionada as línguas de Okinawa do que ao norte de Ōshima.
Como Amami não é reconhecido no Japão como língua, é oficialmente conhecido como dialeto Amami (奄 美 方言, Amami Hōgen).

Castanho no sul: Amami do sul.
Verde, rosa e castanho no norte: Amami do norte Cada área laranja indica onde as pessoas caracterizam o dialeto local como sendo o mesmo idioma que falam

## Falantes
O número de falantes nativos competentes não é conhecido, mas os falantes nativos são encontrados principalmente entre os idosos - como resultado da política linguística do Japão, que suprime a proliferação de línguas minoritárias, as gerações mais jovens falam principalmente o japonês como primeira língua. As estimativas giram em torno de 10.000 para a variedade do norte e 2.000 para a variedade do sul (Setouchi, Kagoshima).

## Classificação
A maioria dos linguistas concorda com a validade das línguas Amami – Okinawan como uma família. As subdivisões de Amami – Okinawan, no entanto, permanecem uma questão de debate acadêmico, com duas hipóteses principais:
- Em uma hipótese de dois ramos, postulada por Nakasone Seizene (1961), Hirayama Teruo (1964) e Nakamoto Masachie (1990), entre outros, Amami –Okinawan se divide em  Amami  e  Okinawan , com as variedades do norte e do sul de Amami Ōshima abrangendo o ramo de Amami.
- Em uma hipótese de três subdivisões, proposta por Uemura Yukio (1972) como uma das várias classificações possíveis e apoiada por[Karimata Shigehisa (2000),[1] Amami Ōshima do norte (talvez junto com a Língua Kikai e Okinawa Central / Meridional formam dois ramos, enquanto as variedades intermediárias Sul Amami Ōshima (Setouchi), Kunigami]], e os dialetos / línguas das ilhas; formar um terceiro ramo. Nesta proposta, Amami Ōshima não constitui uma única língua, e as variedades do norte e do sul não são ainda mais estreitamente relacionadas entre si do que com outras línguas Ryukyuan.

A hipótese de duas subdivisões é conveniente para discutir as línguas modernas, uma vez que a fronteira lingüística postulada corresponde à fronteira administrativa centenária que hoje separa as prefeituras de Kagoshima e Okinawa. Além disso, vários isogloss es agrupam Amami do Norte e Amami do Sul. No Amami, a palavra medial  / k / é alterada para  / h / ou mesmo descartada quando está rodeada por  / a /,  / e / ou  / o /. Isso raramente pode ser observado em dialetos de Okinawa. O  / -awa / japonês padrão torna-se  / -oː / em Amami e  / -aː / em Okinawa.
A hipótese de três subdivisões é mais orientada filogeneticamente. Um isogloss marcado são os sistemas vocálicos. 0  / e / da lóngia japonesa padrão ao  / ɨ / no Amami Ōshima Norte enquanto foi fundido em  / i / no Amami Ōshima Sul através de Okinawan.
A classificação baseada no sistema vocálico tem complicações. As três comunidades do norte da Ilha Kikai compartilham o sistema de sete vogais com Amami Ōshima e Tokunoshima ao sul, enquanto o resto de Kikai se enquadra com Okinoerabu e Yoron ainda mais ao sul.
Com base em outras evidências, no entanto, Karimata (2000) e Lawrence (2011)  agrupar provisoriamente os dialetos Kikai.

## Dialetos
Amami Ōshima pode ser dividido em Ōshima do Norte Amami e Sul Ōshima do sul apesar dos padrões conflitantes de isoglosses.
A distribuição do sul de Amami Ōshima corresponde aproximadamente à Cidade de Setouchi, incluindo ilhas offshore. O resto da ilha principal fala o norte de Amami Ōshima.
Shibata et al. (1984) faz uma abordagem lexicostatística para agrupar dialetos Amami Ōshima do norte:
- Lado do Mar da China Oriental
  - Akatana
  - Yamato, Kagoshima
  - Uken, Kagoshima
- Lado do Oceano Pacífico
  - Komi (Kominato)
  - Sumiyo do Norte, Kagoshima
  - Sumiyō do sul

Além disso, Sani, uma pequena comunidade em uma península na ponta norte da ilha, é conhecida por ter uma fonologia distinta.
Com base em evidências fonéticas e lexicais, Shibata et al. (1984) subdividem Amami Ōshima Sul em
- Higashi (oriental) Magiri
- Nishi (ocidental) Magiri

refletindo as divisões administrativas durante o período Edo. Embora a Ilha Uke pertencesse ao distrito de Nishi Magiri, seu dialeto é mais próximo ao de Higashi Magiri.
Amami Ōshima Sul contrasta com Amami Ōshima Norte em suas consoantes finais não lançadas. Por exemplo, "camarão" é  [ʔip] em Ōshama (sul) e  [ʔibi] em  Tatsugō (norte); "lâmina" é  [katna] em Ōshama e  [katana] em Tatsugō.

## Nomes
Yamatohama, Vila Yamato de Amami Ōshima tinha  yumuta   / ˈjumuθa / para a 'língua ',' 'shimayumuta' ' / simaˈjumuθa / para' idioma da ilha '(ou seja, Amami Ōshima) e' 'Yamatoguchi' ' / ˈjamaθoɡuci / para o idioma do Japão continental (ou seja, japonês padrão). Outro termo,  shimaguchi   / simaɡuci /, está ausente do dicionário de Osada. De acordo com Kurai Norio (nascido em 1923), um historiador local de Amami Ōshima,  shimaguchi  contrastou com  Yamatoguchi , enquanto  shimayumuta  foi associado a diferenças acentuadas e entonacionais entre vários  shima  (aldeias). Ebara Yoshimori (1905–1988), um folclorista de Naze, Amami Ōshima, conjecturou que  shimaguchi  era de origem relativamente recente, possivelmente feito por analogia com  Yamatoguchi . Ele achava que o dialeto da comunidade de origem de alguém era melhor denominado  shimayumuta .

## Escrita
A língua usa a escrita silábica Katakana.

## Fonologia

### Consoantes
Historicamente, as palavras com inicial de vogal adquiriram uma oclusiva glotal epentética. Quando * wo e * mais tarde nos tornamos  / u / e  / i / sem uma parada glótica inicial, a parada glótica em outros lugares se tornou fonêmica. Quando ainda mais tarde as consoantes iniciais foram elididas, uma oclusiva glotal inicial fundiu-se à consoante seguinte, estabelecendo uma série de consoantes "glotalizadas". Enquanto as nasais são verdadeiramente glotalizadas, as glotalizadas são meramente tenuis  [C˭], contrastando com o padrão de oclusivas aspiradas  [Cʰ].
|             | Bilabial | Bilabial | Bilabial | Alveolar | Alveolar | Alveolar | Pós- alveolar | Pós- alveolar | Pós- alveolar | Palatal | Palatal | Velar | Velar | Velar | Glotal | Glotal |
| ----------- | -------- | -------- | -------- | -------- | -------- | -------- | ------------- | ------------- | ------------- | ------- | ------- | ----- | ----- | ----- | ------ | ------ |
| Nasal       |          | mˀ(N)    | m        |          | nˀ(N)    | n        |               |               |               |         |         |       |       |       |        |        |
| Oclusiva    | pʰ(S)    | p˭(N)    | b        | tʰ       | t˭       | d        |               |               |               |         |         | kʰ    | k˭    | ɡ     | ʔ      |        |
| Africada    |          |          |          |          |          |          | t͡ʃʰ           | t͡ʃ˭           |               |         |         |       |       |       |        |        |
| Fricativa   |          |          |          | s        |          | (z)      |               |               |               |         |         |       |       |       | h      |        |
| Aproximante |          |          |          |          |          |          |               |               |               |         | j       |       |       | w     |        |        |
| Vibrante    |          |          |          |          |          |          |               | ɾ             |               |         |         |       |       |       |        |        |

No dialeto Shodon meridional (próximo à Ilha Kakeroma),  * pʰ se tornou  / ɸ /, e  / z / só é encontrado em empréstimos recentes de japoneses.

#### Sílabas fechadas
No dialeto Shodon meridional, as consoantes  / pt tɕ k ɕ ɾ mn / ocorrem no final de uma palavra ou sílaba, como em  / k˭upʰ / 'pescoço', { {IPA | / sakʰɾa /}} 'flor de cerejeira' e  / t˭ɨɾɡjo / 'bem'. 
Outros dialetos são semelhantes. As consoantes finais são geralmente o resultado da omissão de vogais frontais elevados. A elisão é parcialmente condicionada por tons. No dialeto Shodon, por exemplo, o substantivo com classes de acento 2.1 e 2.2 (água, 2.1) e  [⎞ʔiʃ] (pedra, 2.2) enquanto 2,3-5 substantivos retêm os vogais finais, por exemplo,  [mi⎛miː] (orelha, 2,3),  [ha⎛ɾiː] (agulha, 2,4) e  [ha⎛ɾuː] (primavera, 2,5).

### Vogais
There are seven distinct vodal qualities in Amami Ōshima, in addition to a phonemic distinction between long and short vogais and in some dialects oral and nasal vogais.
|          | Anterior | Central | Posterior |
| -------- | -------- | ------- | --------- |
| Anterior | i        | ɨ       | u         |
| Medial   | e        | ɘ       | o         |
| Alerta   |          | a       |           |

 / ɨ / e  / ɘ / são geralmente transcritos "ï" e "ë" na literatura.
 / ɨ / deriva de * e, se fundindo com  / i / após consoante alveolar.  / ɘ / deriva principalmente de uma fusão de * ae ou * ai e, portanto, geralmente é longo. Em vários dialetos do norte, os vogais nasais  / ã õ ɨ̃ ɘ̃ / se desenvolveram a partir da perda de uma palavra-medial  / m /:
* pama>  pʰaã 'costa', * jome>  juw̃ɨ̃ 'noiva', * kimo>  k˭joõ 'fígado', * ɕima>  ɕoõ 'ilha', * mimidzu>  mɘɘ̃dza 'minhoca'
O dialeto Kasarisani tem 11 vogais orais e nasais, enquanto o dialeto Sani adiciona vogais longas para um total de 18, o maior estoque de qualquer dialeto Ryukyuan.